# Grande Rivière de Nippes
Grande Rivière de Nippes är ett vattendrag i Haiti.   Det ligger i departementet Nippes, i den sydvästra delen av landet, 100 km väster om huvudstaden Port-au-Prince.